# Centre d'entraînement naval de Kōbe

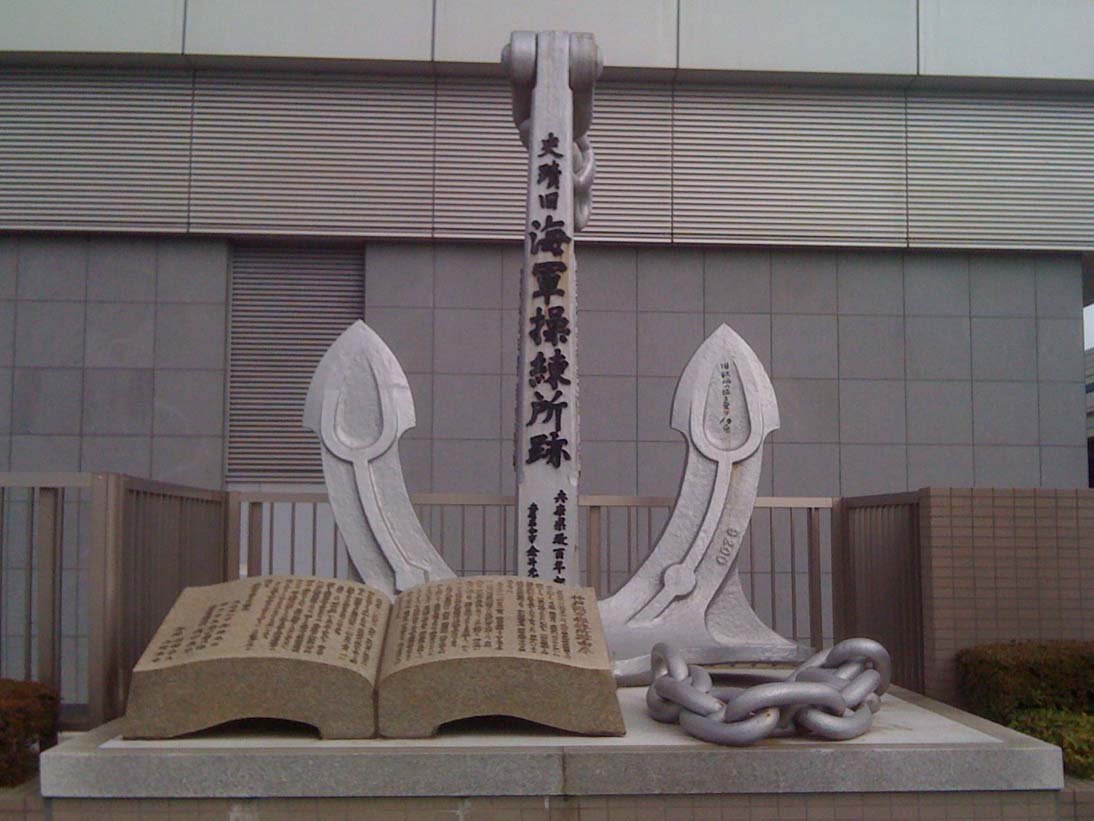
Monument marquant l'ancien site du centre d'entraînement naval de Kōbe.

Le centre d'entraînement naval de Kōbe (神戸海軍操練所, Kobe Kaigun Sōren-jō) était un institut de formation navale japonais de la période du Bakumatsu (1853-1868), établi par le commissaire militaire du shogunat Tokugawa, Katsu Kaishū, en mai 1864.
Après la fermeture du centre d'entraînement naval de Nagasaki par des opposants politiques, Katsu Kaishū effectue une visite aux États-Unis à bord du navire à vapeur Kanrin Maru, et revient au Japon déterminé à construire une marine moderne afin d'empêcher la colonisation du pays par les puissances occidentales impérialistes. Il obtient l'autorisation officielle d'établir une école de formation à Kobe, qui était à l'époque un petit village de pêcheurs, dans la province de Settsu avec trois objectifs : créer une école de formation d'officiers, un chantier naval moderne, et un port maritime moderne.
Dès les débuts, le shogunat s'oppose aux plans de Katsu et lui retire les fonds officiels. Katsu doit alors entretenir le nouveau site avec ses propres fonds et des dons de quelques daimyos (gouverneurs de province) sympathisants. La présence d'un grand nombre de rōnin pro-Sonnō jōi parmi les membres du centre provoque une opposition encore plus forte au site, particulièrement après la rébellion des portes Hamaguri et l'affaire Ikedaya, et le centre est fermé en 1865.
Plusieurs élèves du centre jouent plus tard un rôle important durant la restauration de Meiji, comme Sakamoto Ryōma, Mutsu Munemitsu et Itō Sukeyuki.